# The Beatles Third Christmas Record
The Beatles Third Christmas Record (englisch Die dritte Beatles-Weihnachtsschallplatte) ist eine etwa sechsminütige sogenannte Flexi-Disk mit Weihnachtsgrüßen der Beatles, die der Fanclub der Band am 17. Dezember 1965 exklusiv an seine Mitglieder versandte. 

## Entstehung
Nachdem 1964 entschieden wurde, dass die Beatles jedes Jahr für die Mitglieder des Beatles-Fanclubs eine Weihnachtsschallplatte aufnehmen sollten, sollten die Aufnahmen für die Platte am Abend des 8. November 1965 in den Londoner Abbey Road Studios stattfinden. Die Aufnahmesession begann mit Proben für das Lied Think for Yourself, die ebenfalls mitgeschnitten wurden, um eventuell dabei Material für die Weihnachtsschallplatte zu gewinnen. Allerdings erwies sich keine der Passagen als brauchbar und die Aufnahme verschwand unter dem Namen Beatle Speech in den Archiven mit der Notiz: “This will eventually be issued.” („Das wird irgendwann veröffentlicht.“) Im Anschluss nahmen die Beatles Think for Yourself auf. Es war schon nach Mitternacht, als die Beatles in drei Takes ihre weitgehend spontanen Sprachbeiträge für The Beatles Third Christmas Record aufnahmen. Erst gegen drei Uhr morgens waren die Aufnahmen komplett und wurden am Nachmittag des 9. November 1965 von Produzent George Martin editiert.

## Inhalt
Die Platte wird von allen vier Beatles eröffnet, die gemeinsam eine leicht schräge Version von Yesterday singen. Es folgen diverse Danksagungen der vier Beatles, die immer wieder von ihren leicht zynischen Bemerkungen unterbrochen werden. So fragt beispielsweise Paul McCartney: “Well Ringo, what have we done this year?” („Nun Ringo, was haben wir in diesem Jahr gemacht?“), worauf Ringo Starr antwortet: “We’ve done a lot of things this year, Paul. Well, we’ve been away […] like last year.” („Wir haben viel gemacht, Paul. Nun, wir waren unterwegs […] wie im letzten Jahr.“) Danach spielt John Lennon ein kleines Medley, unter anderem bestehend aus einer schnellen Version von Auld Lang Syne, das mit dem Lied It’s the Same Old Song von den Four Tops abrupt endet, als George Harrison ruft: “Copyright Johnny!” Die Beatles beratschlagen nun, welches Copyright-freie Lied sie singen könnten, worauf Lennon den Vorschlag macht: “How ’bout we’ll gather lilacs in an old brown shoe?” („Wollen wir Flieder in einem alten braunen Schuh sammeln?“). Nachdem vorgeschlagen wurde, auch etwas für die Jungs bei der Armee zu spielen, und der daran anschließenden kurzen Parodie einer Radiosendung, stimmt Lennon eine weitere Version von Auld Lang Syne an, in der er seine Kritik am Vietnamkrieg zum Ausdruck bringt:

“Should Viet quantance be forgot,

and never brought behind, China

down in Vietnam where low cannons too

and look at all those bodies floating in the River Jordan.”

Die Aufnahme endet damit, dass die Beatles erneut Yesterday (diesmal mit verändertem Text) singen. Den Schlusssatz spricht John Lennon: “This is Johnny Rhythm just saying good night to you all and God bless you.”

## Veröffentlichungen
- Die Mitglieder des US-amerikanischen Fanclubs erhielten 1965 keine Weihnachtsschallplatte, da die Aufnahme zu spät zum örtlichen Fanclub gesandt wurde. Die US-amerikanischen Fans erhielten stattdessen eine Postkarte der Beatles. Die britischen Fanclub-Mitglieder erhielten die Flexi-Disk am 17. Dezember 1965.
- Eine weitere Veröffentlichung der Aufnahme fand am 18. Dezember 1970 statt, als sie gemeinsam mit allen weiteren Weihnachtsaufnahmen auf dem Album The Beatles Christmas Album erschien, das ebenfalls nur an Fanclubmitglieder versandt wurde.
- Am 15. Dezember 2017 wurden erstmals offiziell Nachpressungen der sieben britischen Weihnachtssingles in einer limitierten Box mit dem Titel Happy Christmas Beatle People! veröffentlicht. Statt als Flexi-Discs wurden sie auf buntem Vinyl gepresst, das Artwork wurde den Originalcovern nachempfunden. In den Liner Notes sind unter anderem die damaligen Begleitschreiben der Beatles an die Fanclubmitglieder abgedruckt.[2]